# (37585) 1990 VQ8
1990 VQ8 (asteroide 37585) é um asteroide da cintura principal. Possui uma excentricidade de 0.09130920 e uma inclinação de 7.14828º.
Este asteroide foi descoberto no dia 15 de novembro de 1990 por Eric Walter Elst em La Silla.